# Альфред Пенніворт
Альфред Пенніворт — дворецький помістя Вейнів.

## Історія персонажа
Дворецький помістя Вейнів і людина, яка знає правду самого Темного Лицаря. Він вчив юного Брюса ходити, їсти, і незабаром, бути самостійною людиною. Альфред не раз допомагав Бетмену у боротьбі зі злочинністю. Дворецький по своїй суті істинний британець, він дуже відданий Брюсу. У молодості він працював у спецназі, і внаслідок дуже добре опанував бойові мистецтва. На перший погляд, Альфред дуже спокійний, але якби сталося лихо з його господарем, він миттю прийде на допомогу, як справжній друг.

## Ролі виконували
- Алан Нап’е — Бетмен (серіал, 1966)
- Майкл Гоф — Бетмен (1989), Бетмен: Повернення (1992), Бетмен назавжди (1995), Бетмен і Робін (1997)
- Майкл Кейн — Бетмен: Початок (2005), Темний лицар (2008), Темний лицар повертається (2012)
- Джеремі Айронс — Бетмен проти Супермена: На зорі справедливості (2016), Ліга Справедливості (2017), Ліга справедливості Зака Снайдера (2021)
- Шон Пертві — Ґотем (телесеріал) (2014)
- Джек Беннон — Пенніворт (2019)
- Дуглас Годж[en] — Джокер (2019)
- Енді Серкіс — Бетмен (2022)

1. ↑  Alfred Pennyworth - Character (111479) - AniDB